# Privatbrauerei Bischoff
Vous pouvez aider à l'améliorer ou bien discuter des problèmes sur sa page de discussion.
- Il ne cite pas suffisamment ses sources. Vous pouvez indiquer les passages à sourcer avec {{référence nécessaire}} ou {{Référence souhaitée}}, et inclure les références utiles en les liant aux notes de bas de page. (Marqué depuis mars 2021)
- Il contient une ou plusieurs listes. Le texte gagnerait à être rédigé sous la forme d’un ou plusieurs paragraphes synthétiques, afin d’être plus agréable à lire. (Marqué depuis mars 2021)

- Archive Wikiwix
- Bing
- Cairn
- DuckDuckGo
- E. Universalis
- Gallica
- Google
- G. Books
- G. News
- G. Scholar
- Persée
- Qwant
- (zh) Baidu
- (ru) Yandex
- (wd) trouver des œuvres sur Wikidata

La Privatbrauerei Bischoff GmbH + Co. KG est une brasserie à Winnweiler.

## Histoire
Christian Bischoff (1843-1887), le fondateur de la brasserie, sert sa première bière le 7 décembre 1866 dans sa grange convertie à Winnweiler. Cette date est aujourd'hui considérée comme la date de fondation de l'entreprise. En 1884, les installations sont déplacées à l'emplacement actuel, qui porte aujourd'hui le nom An den Hopfengärten.
La société continue à être familiale. Les PDG de la cinquième génération sont en 2001 Sven Bischoff et Erik Bischoff. Après le départ d'Erik Bischoff, Sven Bischoff dirige la brasserie depuis janvier 2009.
Début août 2013, Karlsberg annonce reprendre la distribution des bières Bischoff à partir de 2014. En retour, Bischoff développe et produit des spécialités et des assortiments de produits pour le groupe Karlsberg.
En décembre 2020, la brasserie a demandé l'ouverture d'une procédure d'insolvabilité en gestion propre. En juillet 2021, on a appris que l'associé avait l'intention de vendre le site de la brasserie, y compris les bâtiments et les machines, au plus offrant et de le relouer ensuite.
La procédure d'insolvabilité en gestion autonome a échoué le 15 août 2022, l'activité de la brasserie est réduite de manière contrôlée. Auparavant, un investisseur potentiel s'était retiré à court terme. Lors d'une assemblée des créanciers le 15 août, la procédure d'insolvabilité en autogestion a donc été annulée et un administrateur judiciaire a été nommé à sa place. Le 26 octobre 2022, la brasserie a annoncé la fermeture définitive de l'entreprise.

## Production
- Pils et Premium Pilsener

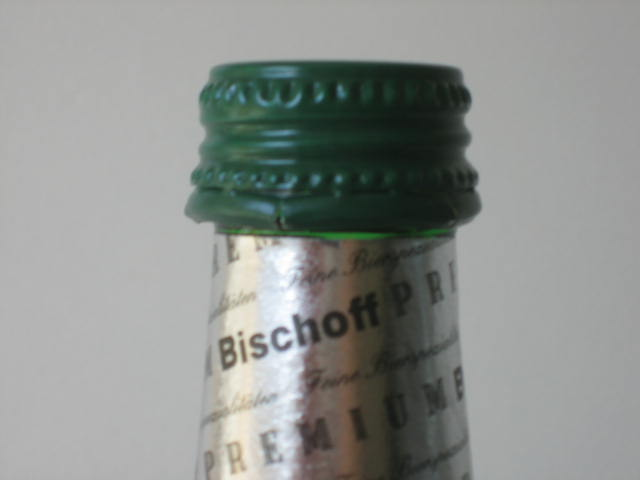
Capsule à vis d'une bouteille de Premium Pilsener

- Vier Weizenbiere sous l'étiquette Falkensteiner : Ur-Schwarze, Ur-Weisse, Weizen (Kristallweizen) et Alkoholfreies Weizen
- Donnersberger : bière noire douce à fermentation basse
- Export
- Winterbock : Bock brune
- Sommerbock : Bock légère
- Alkoholfrei
- twin : trois radlers : a) bière et limonade; b) bière sans alcool et limonade; c) Weizenbier + limonade
- Black Elwis : panaché de bière et de cola
- Muchachos : panaché avec de la téquila
- Kellerbier
- Fritz Walter-Bier
- Steinbrecher-Original
- Pälzer Hell

Toutes les bouteilles d'un demi-litre sont équipées d'une capsule à vis.